# TripOS
TRIPOS è un sistema operativo sviluppato nel 1978 all'Università di Cambridge da Martin Richards. Ha costituito la base dell'AmigaDOS.

## Storia
Lo sviluppo iniziò nel 1976 presso il Computer Laboratory dell'Università di Cambridge ed era diretto da Martin Richards. La prima versione apparve nel gennaio 1978 e originariamente funzionava su un PDP-11 Successivamente è stato portato su Computer Automation LSI4 e Data General Nova, venne utilizzato negli anni 1980 anche nell'università di Cambridge come parte del Cambridge Distributed Computing System.
I lavori su una versione del chip Motorola 68000 iniziarono nel 1981 all'Università di Bath. MetaComCo ha acquisito i diritti per la versione per 68000 e ha continuato lo sviluppo fino a quando il sistema operativo venne scelto da Commodore Amiga nel marzo 1985 per far parte di un sistema operativo per il loro nuovo computer, venendo incorporato dentro AmigaDOS nel luglio del 1985. A partire da gennaio 2019, è gestito da OpenGI.

## Caratteristiche
Possiede funzionalità come il multitasking preventivo (utilizzando una pianificazione a priorità rigorosa), un file system gerarchico, l'utilizzo di librerie condivise e alcuni interpreti da riga di comando. I driver nel kernel e delle periferiche sono stati implementati in linguaggio assembly.